# Steve Merrill
Stephen Everett Merrill (Norwich, Connecticut; 21 de junio de 1946- Mánchester, Nuevo Hampshire; 5 de septiembre de 2020) fue un abogado estadounidense y político republicano. Se desempeñó como 77° gobernador de Nuevo Hampshire entre 1993 y 1997.

## Primeros años
Merrill nació en Norwich, Connecticut, pero se mudó a una edad temprana a Hampton, New Hampshire y se graduó del Winnacunnet High School en 1964. Estudió en la Universidad de New Hampshire y se graduó en 1969. Recibió su JD del Centro de Derecho de la Universidad de Georgetown en 1972. 
Se desempeñó en la Fuerza Aérea como abogado entre 1972 y 1976, luego se convirtió en asesor legal del Secretario de la Fuerza Aérea de 1973 a 1975. Se convirtió en asistente especial del Subsecretario de la Fuerza Aérea de 1975 a 1976. Merrill dejó el servicio militar como capitán y luego se fue a Mánchester para ejercer la abogacía de 1976 a 1984.

## Carrera política

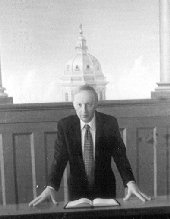
Merrill como gobernador

Merrill formó parte del personal del gobernador John H. Sununu y fue el fiscal general del estado antes de ser elegido gobernador. Es conocido por haber acuñado la frase "La ventaja de New Hampshire". 
Merrill ingresó a las elecciones primarias republicanas para gobernador de 1992. Ganó las elecciones en su primer intento en la oficina estatal; fue reelegido con el setenta por ciento del voto popular. 
Incluso antes de asumir el cargo, el gobernador electo Merrill se enfrentó a un desafío abrumador. El Servicio Público de New Hampshire había apelado un impuesto a la propiedad especial por el gobernador en retiro Judd Gregg y la legislatura como una forma de equilibrar el presupuesto estatal, y en diciembre de 1992 este impuesto fue declarado inconstitucional. Por lo tanto, el gobernador Merrill tuvo que hablar en su primer discurso inaugural sobre nuevas formas de cubrir un déficit anticipado de $ 40 millones en los ingresos estatales. Propuso cambios en la compensación para trabajadores de los empleados estatales y, en marzo de 1993, varios cambios en otros impuestos estatales, como formas de hacer frente a la emergencia fiscal; en abril de 1993 propuso a la legislatura que se revisara a la baja el presupuesto operativo bienal del estado. Pero para entonces la economía del estado comenzaba a mejorar. Merrill obtuvo todo el crédito de los medios nacionales y estatales por su responsabilidad fiscal. Merrill se negó a postularse para un tercer mandato citando obligaciones familiares. 
Fue seleccionado dos veces como "el gobernador con mayor responsabilidad fiscal en Estados Unidos" por el Wall Street Journal / Cato Institute, el único gobernador que recibió el premio más de una vez. Recibió títulos académicos honoríficos, incluidos doctorados por logros cívicos y educativos. Recibió el premio "Ciudadano Distinguido del Año" del Consejo Daniel Webster de Boy Scouts of America de New Hampshire.

## Vida personal
Merrill se desempeñó como presidente de Bingham Consulting, con sede en Boston, donde ayudó a las empresas en asuntos legales y comerciales. 
Merrill murió en su casa en Mánchester el 5 de septiembre de 2020, a la edad de 74 años.

## Membresías
- Miembro de la Asociación Nacional de Fiscales Generales (NAAG)
- Participó en la redacción del Informe del Comité de Planificación Estratégica de NAAG 2000 para sus miembros
- Presidente, Asociación de exgobernadores
- Miembro vitalicio, American Bar Association
- Miembro, Colegio de Abogados de New Hampshire
- Miembro, Colegio de Abogados del Distrito de Columbia
- Miembro, Asociación de Abogados de Pensilvania

## Premios y honores
- Editor, Georgetown Law Journal
- Becario de Derecho de Georgetown
- Phi Beta Kappa, Universidad de New Hampshire
- Becario de la Fundación Ford, Universidad de New Hampshire